# Комос

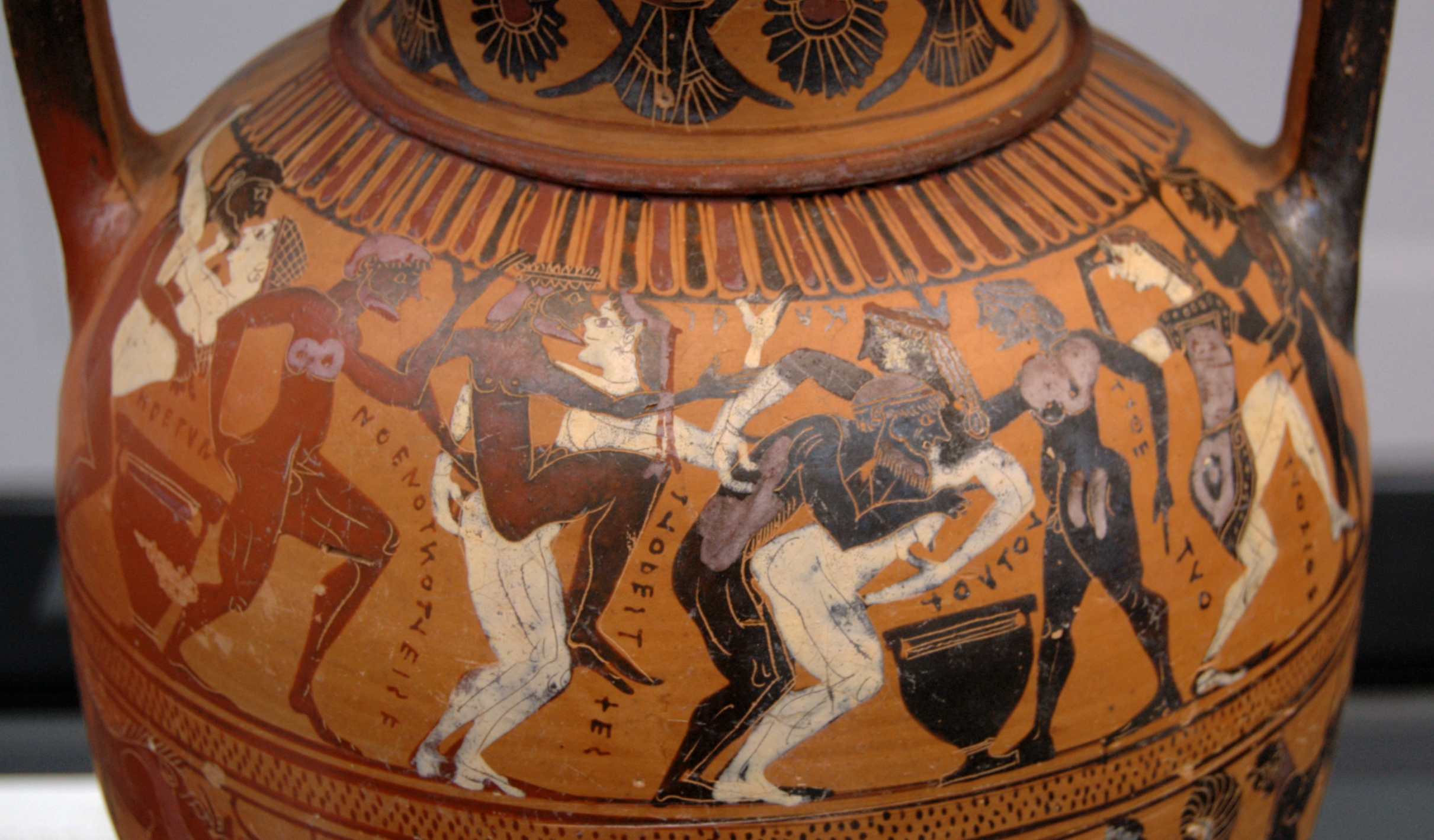
Аттична амфора із зображенням комастів та гетер

Комос (грец. Kώμος) — бог бенкету. Його зображували крилатим юнаком у супроводі Сілена й еросів.
Комосом також називали урочисті ритуальні шестя, супроводжувані  фалісними піснями та танцями, які втім не мали відношення до культу Діоніса. Шестя комос часто зустрічаються у давньогрецькому вазописі. Пізніше комос став частиною діонісій, а учасників процесії називали комастами.
Комос — лементаційний спів у давньогрецькій трагедії, виконуваний при переході від хору до одного чи двох акторів.